# Mounkaïla Aïssata
Mounkaïla Aïssata là một chính trị gia người Niger. Đã có lúc là thành viên nữ duy nhất của quốc hội, Aïssata cũng là thành viên của Nghị viện Pan-Phi. Trong Quốc hội Liên minh châu Phi, bà là thành viên của Ủy ban về Giới, Gia đình, Thanh niên và Người khuyết tật.